# Wellhello
Wellhello – zespół utworzony w 2014 r. przez znanego węgierskiego rapera Tomiego Fluora oraz wokalistę i twórcę piosenek Diaza. Formacja stała się znana dzięki swojemu utworowi Rakpart, który po premierze trafił na czoło list przebojów i playlist radiowych. Ich pierwszy album ukazał się w marcu 2015 r. i w ciągu jednego dnia znalazł się na czele iTunes Charton. Następnie zespół ruszył  na trasę koncertową nazwaną Elnöki Tour i obejmującą prawie sto koncertów.

## Kariera

### Początki
Członkowie Wellhello byli znani jeszcze przed powstaniem formacji. Tomi Fluor stał się sławny na Węgrzech w 2010 r. po ukazaniu się albumu Lájk, w którym po raz pierwszy współpracował z SP (Krisztiánem Éderem) przy piosence Party arc. Inne wielkie hity z tego albumu to Lájk i Mizu. Przed Wellhello Diaz był już znanym autorem piosenek, współpracującym m.in. z zespołami Hősök i Halott Pénz oraz z Krisztiánem Éderem. Obaj spotkali się po raz pierwszy w Balatonalmádi w obozie Animal Cannibals. Zgodnie z ich opowiadaniami, po tym spotkaniu przez kilka lat nie rozmawiali nawet ze sobą. Dopiero Fluor był tym, który z powodu jednego z utworów do albumu z 2010 r., odszukał Diaza i w ten sposób piosenka Csicskalángos stała się ich pierwszym wspólnym utworem.

### 2014–2015: akceptacja i pierwszy album
Pierwszym utworem Wellhello, który się ukazał, była piosenka Rakpart, która już pierwszego dnia znalazła się na pierwszym miejscu listy iTunes, a potem trafiła na szereg list Mahaszu, jak na przykład na pierwsze miejsce listy Single (track) Top 40.

## Skład zespołu
- Máté Bartók – saksofon, EWI
- Máté Kocsis – perkusja
- Gergő Varga – gitara
- Emil Wágner – instrumenty klawiszowe

## Dyskografia

### Albumy
- Elnöki ügy (2015)

### Single
| Rok  | Utwór                                                               | Najwyższa pozycja | Najwyższa pozycja | Najwyższa pozycja | Najwyższa pozycja            | Najwyższa pozycja | Album                       |
| Rok  | Utwór                                                               | MAHASZ            | MAHASZ            | MAHASZ            | MAHASZ                       | MAHASZ            | Album                       |
| Rok  | Utwór                                                               | Rádiós Top 40     | Editors' Choice   | Dance Top 40      | MAHASZ Single (track) Top 40 | Stream Top 40     | Album                       |
| ---- | ------------------------------------------------------------------- | ----------------- | ----------------- | ----------------- | ---------------------------- | ----------------- | --------------------------- |
| 2014 | "Rakpart"                                                           | 4                 | 7                 | 19                | 1                            | 11                | Elnöki ügy                  |
| 2014 | "Apuveddmeg"                                                        | 7                 | 8                 | 2                 | 1                            | 7                 | Elnöki ügy                  |
| 2015 | "Emlékszem, Sopronban (A Volt Fesztivál Himnusza)" (Halott Pénzzel) | 1                 | 8                 | 5                 | 1                            | 6                 | Nie ukazały się na albumach |
| 2015 | "Gyere és táncolj"                                                  | 1                 | 10                | –                 | 10                           | –                 | Nie ukazały się na albumach |
| 2015 | "Késő már"                                                          | 38                | –                 | –                 | 3                            | 19                | Nie ukazały się na albumach |

### Inne utwory obecne na listach
| Rok  | Utwór                  | Najwyższa pozycja | Najwyższa pozycja            | Najwyższa pozycja | Album      |
| Rok  | Utwór                  | MAHASZ            | MAHASZ                       | MAHASZ            | Album      |
| Rok  | Utwór                  | Editors' Choice   | MAHASZ Single (track) Top 40 | Stream Top 40     | Album      |
| ---- | ---------------------- | ----------------- | ---------------------------- | ----------------- | ---------- |
| 2015 | "Széthagyott ruhák"    | –                 | 25                           | –                 | Elnöki ügy |
| 2015 | "Sokszor volt már így" | 31                | 12                           | 33                | Elnöki ügy |
| 2015 | "Oldalzseb"            | –                 | 21                           | –                 | Elnöki ügy |

## Trasy koncertowe
- Elnöki Tour (2015)